# Michael Bracewell (Cricketspieler)
Michael Bracewell (* 14. Februar 1991 in Masterton, Neuseeland) ist ein neuseeländischer Cricketspieler der seit 2022 für die neuseeländische Nationalmannschaft spielt.

## Kindheit und Ausbildung
Bracewell wuchs in einer Cricket-Familie auf. Während sein Vater Mark Bracewell First-Class-Cricket für Otago spielte und später deren Selektor war, spielten seine Onkel Brendon Bracewell und John Bracewell Test-Cricket für Neuseeland. Sein Cousin Doug Bracewell spielt ebenfalls für Neuseeland. Er nahm für die neuseeländische Vertretung sowohl am ICC U19-Cricket-Weltmeisterschaft 2008 als auch 2010 teil.

## Aktive Karriere
Bracewell spielte zunächst ein Jahrzehnt für Otago im nationalen neuseeländischen Cricket. Die Selektoren wurden auf ihn aufmerksam, als er in der Super Smash 2021/22 als bester Run-Scorer auffiel. Sein Debüt in der Nationalmannschaft gab er dann im März 2022 in der ODI-Serie gegen die Niederlande. Im zweiten Spiel der Serie erreichte er 3 Wickets für 21 Runs. Nachdem sich bei der Tour in England im Juni Colin de Grandhomme verletzt hatte, sprang Bracewell als Ersatz in der Test-Serie ein und absolvierte dort sein Debüt. Dabei erzielte er 3 Wickets für 62 Runs. In der sich daran anschließenden Tour in Irland erzielte er in der ODI-Serie ein Century über 127* Runs aus 82 Bällen und wurde als Spieler des Spiels ausgezeichnet. In der Twenty20-Serie der Tour gab er auch in diesem Format sein Debüt. Auch konnte er im zweiten Spiel der Serie 3 Wickets für 5 Runs innerhalb eines Hattricks erreichen. In Schottland konnte er dann 61* Runs in den Twenty20s und 3 Wickets für 43 Runs im ODI erreichen. Im August folgten 3 Wickets für 15 Runs in der Twenty20-Serie in den West Indies. Im September wurde er dann für den ICC Men’s T20 World Cup 2022 nominiert, kam dort jedoch nicht zum Einsatz.